# Onthophagus fuliginosus
Onthophagus fuliginosus là một loài bọ cánh cứng trong họ Bọ hung (Scarabaeidae).